# Władimir Szatiłow
Władimir Dmitrijewicz Szatiłow, ros. Владимир Дмитриевич Шатилов (ur. 2 kwietnia 1923 w Pančevie, zm. 17 lipca 1986 w Nowym Jorku) – młodszy oficer 11 Kompanii 4 Pułku Rosyjskiego Korpusu Ochronnego podczas II wojny światowej, emigracyjny działacz religijny, duchowny prawosławny.

## Życiorys
Na pocz. 1941 r. ukończył 1 rosyjski korpus kadetów Wielkiego Księcia Konstantina Konstantowicza. Następnie rozpoczął studia na Uniwersytecie Belgradzkim, ale szybko je przerwał z powodu wstąpienia do nowo formowanego Rosyjskiego Korpusu Ochronnego. Przeszedł kurs szkoleniowy w Batalionie Junkierskim 1 Pułku, po czym w stopniu podporucznika został młodszym oficerem w 11 Kompanii 4 Pułku. Awansował na porucznika. Odznaczono go Żelaznym Krzyżem. Kiedy został ciężko ranny, został skierowany do lazaretu w okupowanych Salonikach. Następnie miał kurować się w sanatorium we Włoszech, ale statek, którym płynął, został przechwycony przez brytyjski okręt podwodny. Władimira D. Szatiłowa osadzono w obozie jenieckim w Aleksandrii. Po zakończeniu wojny uniknął deportacji do ZSRR. W 1948 r. wyjechał do Monachium, gdzie został pomocnikiem zwierzchnika Rosyjskiego Kościoła Prawosławnego poza granicami Rosji Anastazego. Następnie wyemigrował do USA. Współorganizował młodzieżowe koła chrześcijańskie św. Włodzimierza, stając na czele takiego koła w Weinland. Pod koniec 1970 r. został diakonem. Na pocz. sierpnia 1971 r. został wyświęcony na duchownego. Uczył religii w gimnazjum św. Jerzego w Nowym Jorku. Założył w tym mieście cerkiew Świętych Ojców Siedmiu Soborów Powszechnych. Uzyskał godność protoprezbitera.